# Cameronella blackburni
Cameronella blackburni är en stekelart som först beskrevs av Peter Cameron 1888.
Cameronella blackburni ingår i släktet Cameronella och familjen puppglanssteklar. Inga underarter finns listade i Catalogue of Life.